# Батирський сільський округ
Бати́рський сільський округ (каз. Батыр ауылдық округі, рос. Батырский сельский округ) — адміністративна одиниця у складі Мунайлинського району Мангистауської області Казахстану. Адміністративний центр та єдиний населений пункт — село Батир.
Утворено 2011 року із частини Кизилтобинського сільського округу.
Населення — 16621 особа (2021).